# Inhibitor preuzimanja norepinefrina
Inhibitor preuzimanja norepinefrina (NRI, NERI, adrenergički inhibitor preuzimanja, ARI) je tip leka koji deluje kao inhibitor preuzimanja neurotransmitera norepinefrina (noradrenalina) i epinefrina (adrenalina) putem blokiranja dejstva norepinefrinskog transportera (NET). To dovodi do povećanja ekstracelularne koncentracije norepinefrina i epinefrina, i stoga do povećanja adrenergičke neurotransmisije.

## Indikacije
Inhibitori preuzimanja norepinefrina se mogu koristiti za lečenje hiperkinetičkog poremećaja (ADHD), narkolepsije, i umora ili letargije kao stimulanti, gojaznosti kao anoreksici ili supresanti apetita radi gubitka težine, poremećaja raspoloženja kao npr. antidepresivi za kliničku depresiju, kao i za niz drugih indikacija.